# 北門町 (新竹市)

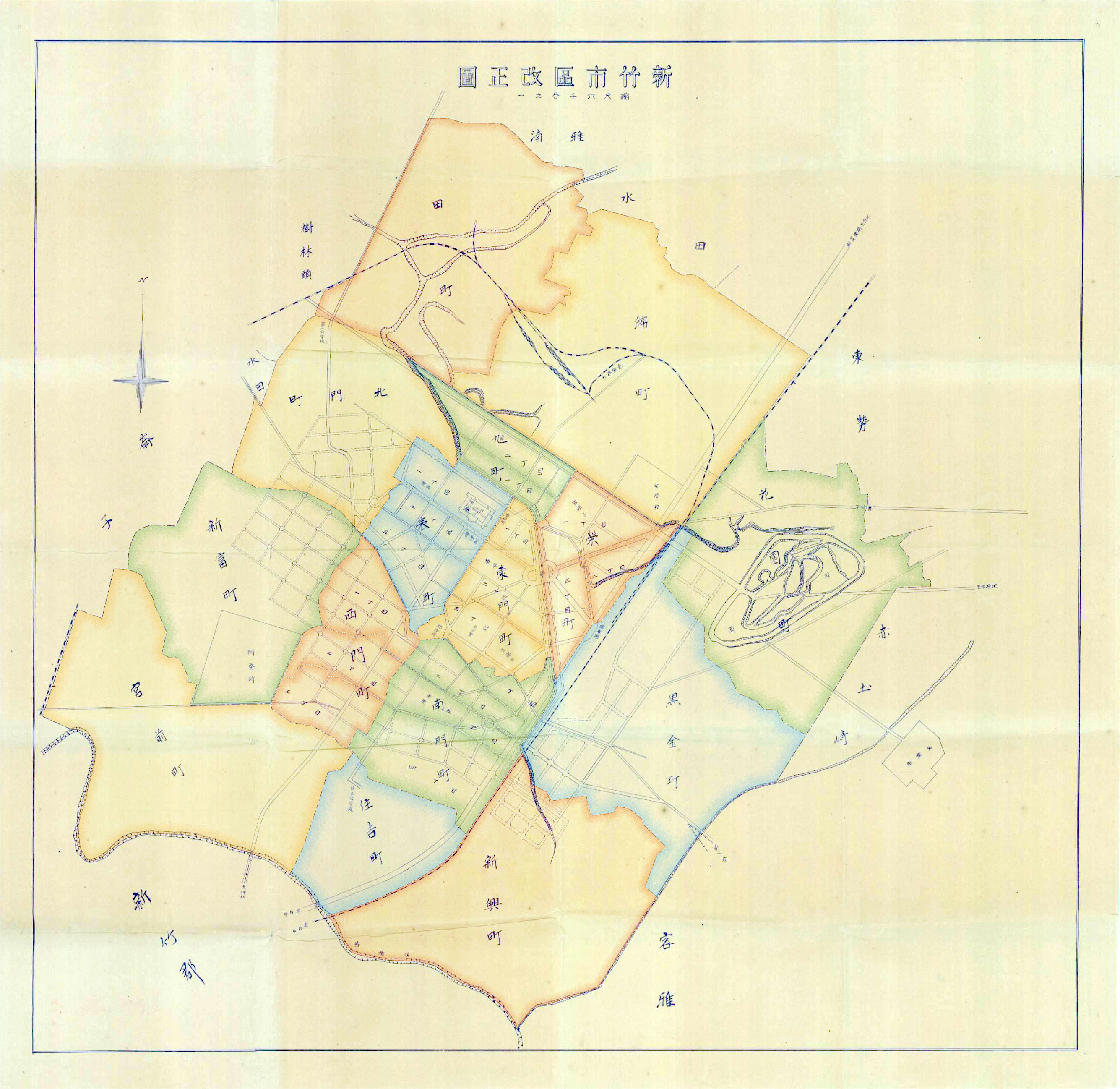
新竹市町名

北門町為新竹州新竹市自1935年實施町名改正所成立的行政區之一，位於現今新竹市北區。日治時期的町名在戰後改為地籍劃分，新竹市北門町大致位於地籍北門段內。

## 設施
- 北門警察官吏派出所
- 新竹第二公學校（今 北門國小）

- 北門消費市場
- 新竹市家畜市場
- 新竹州屠獸場[1]